# موكب يوم نصر موسكو 2011

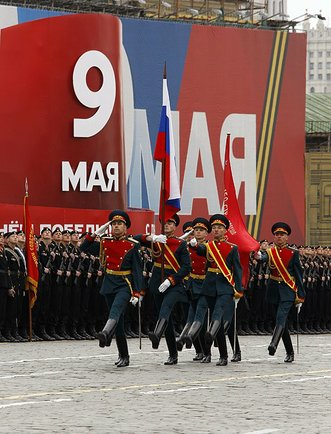
استعراض يوم النصر 2011

موكب يوم نصر موسكو عقد في 9 مايو 2011 للاحتفال بالذكرى 66 لاستسلام ألمانيا النازية في عام 1945. يمثل الموكب انتصار الاتحاد السوفيتي في الحرب الوطنية العظمى

## المشاركين في الموكب
مشاركة 20,000 من الجنود والضباط  الذي يمثل جميع الفروع الثلاثة للقوات المسلحة الروسية; وزارة الداخلية الروسية، خدمات الأمن الاتحادية الروسية، ووزارة حالات الطوارئ.
- 1,500 من الفرق الموسيقية [1] التي يقودها الجنرال فاليري خليلوف.
- ما يزيد عن 100 مركبة عسكرية [1]
- 5 مروحيات ميل مي-8.[1]